# Похищение Павла Матросова и Валентины Корик
Похищение Павла Матросова и Валентины Корик — преступление, произошедшее в городе Великие Луки 29 января 2007 года. Двое учащихся четвёртого класса были похищены неизвестным. Событие получило большой общественный резонанс как в самом городе, так и по всей стране. К поиску пропавших детей подключился Интерпол.

## Похищение и поиски
29 января 2007 года во дворах домов № 15 и № 17 на улице Карла Либкнехта Великих Лук к группе учащихся школы № 9 подошёл неизвестный мужчина. Он представился кинорежиссёром из Москвы и предложил сняться в фильме о космосе. Павел Андреевич Матросов (род. 29 апреля 1996 года) и Валентина Евгеньевна Корик (род. 14 декабря 1996 года) согласились и сели в машину к незнакомцу. Когда дети не вернулись домой, родители подняли тревогу, и, опросив приятелей, обратились в правоохранительные органы с заявлением о похищении. На поиски пропавших школьников был поднят весь состав великолукской милиции, также были привлечены сотрудники других районов Псковской области. В поиске пропавших детей использовался вертолёт. Одновременно было возбуждено уголовное дело по части 2 статьи 126 УК РФ (похищение человека). За любую информацию о пропавших школьниках или похитителе было назначено вознаграждение в размере 400 тысяч рублей. В дальнейшем оно было увеличено. Одновременно с этим были обследованы подвалы соседних домов, а также водоёмы и коллекторы, на случай, если товарищи пропавших соврали и дети просто ушли из дома. Родители пропавших детей обратились к преступнику в прямом эфире с просьбой отпустить их детей.
Со слов детей-очевидцев, похитителем был мужчина 35-40 лет, носивший очки. От его одежды исходил табачный запах, сама одежда была неопрятная. Было опрошено огромное число подозреваемых, но ни один из них не подходил под описание. Поскольку в этот год произошёл всплеск случаев похищений, изнасилований и убийств несовершеннолетних, дело получило широкий резонанс. Пропавшие дети были объявлены в международный розыск, к их поискам подключился Интерпол. В городе это событие вызвало панику среди родителей.

## Современный статус
Несмотря на активные поиски, на январь 2020 года, спустя тринадцать лет с момента исчезновения, успехов в деле не было. По словам начальника следственного управления Следственного комитета РФ по Псковской области Андрея Калинина:

Расследование не приостанавливается, находится в производстве. Объём работы проведён колоссальный, я другого такого дела даже не могу привести в пример, по которому такое бы количество лиц было бы проверено на причастность, проведено такое количество поисковых мероприятий
По состоянию на начало 2014 года положительные результаты по поиску детей отсутствовали. Руководство СУ СК РФ по Псковской области заверяло, что «…мы будем расследовать это дело до тех пор, пока не установим, что же произошло тогда, в январе 2007 года в центре Великих Лук».
В 2020 году, когда Матросову и Корик должно было исполниться по 24 года, были выпущены антропологические фотороботы их предполагаемой на тот момент внешности.